# Ramosze (írnok)

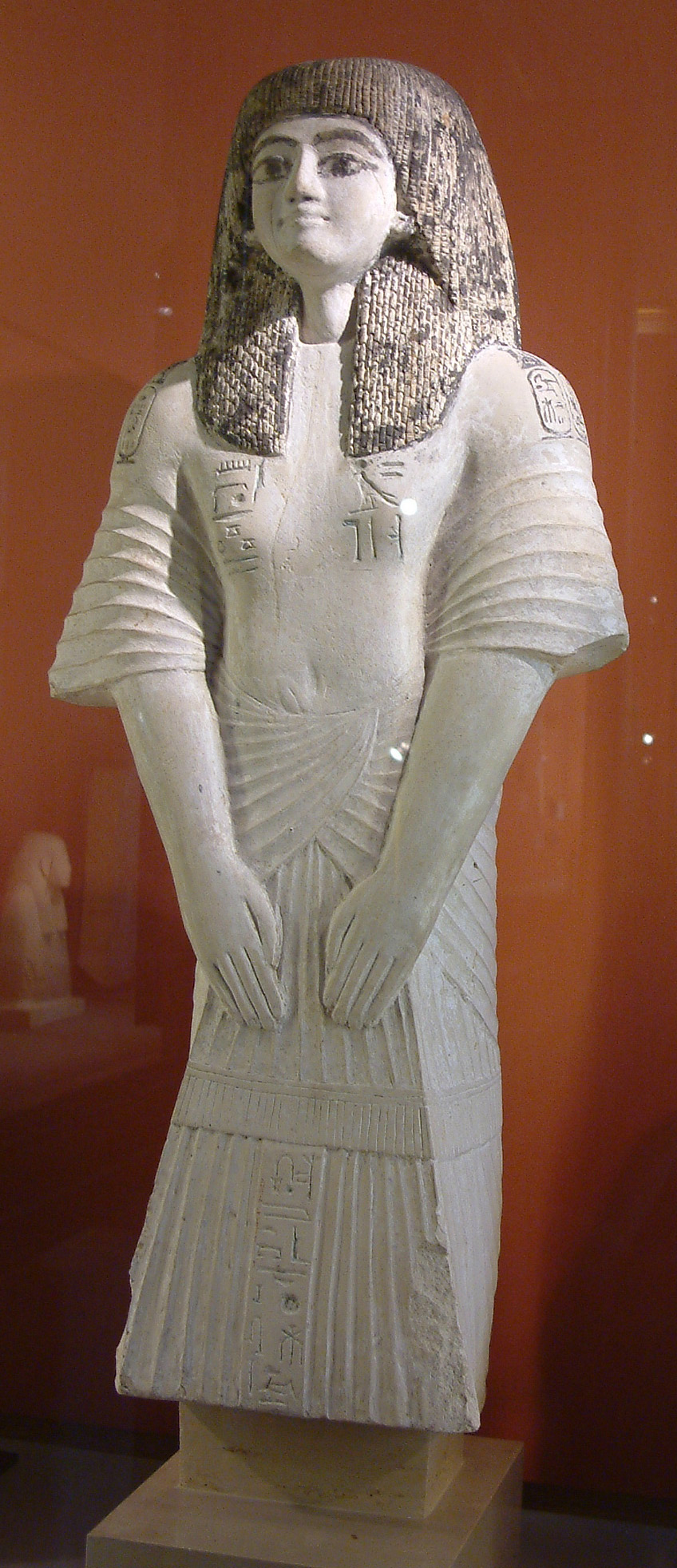
Ramosze hieroglifákkal és kártusokkal díszített mészkő szobra. Nem tipikus írnokszobor; tükrözi tulajdonosa magas státuszát.

Ramosze ókori egyiptomi írnok és kézműves volt a XIX. dinasztia idején, II. Ramszesz uralkodása alatt. A thébai királysírokon dolgozó munkások falujában, mai nevén Dejr el-Medinában élt, a Nílus nyugati partján. „Az Igazság helyének írnoka” volt (az „Igazság helye”, Szet Maat Dejr el-Medina ókori neve). Ramszesz 5. és 38. uralkodási éve között „a sír írnoka” pozíciót töltötte be, ami a legmagasabb rang volt a településen.
Három sír is készült számára a thébai nekropoliszban (TT7, TT212 és TT250); a TT7-ben temették el.

## Családja
Ramosze apja Amenemheb volt, anyja Kakaia. Felesége Mutemwia (Wia) volt, was Hui királyi írnok és Nofretkau lánya. Bár rengeteget fohászkodtak Hathor, Min és Taweret istenségekhez, gyermekük nem született, de úgy tűnik, Ramosze örökbe fogadta Kenherkhopsef írnokot, hogy az örökölhesse vagyonát.

## Pályafutása
Ramosze az egyik thébai iskolában kezdett írnoknak tanulni. A Bankes-gyűjteményben lévő egyik sztélé szerint Menheperuré háza kincstárnokának írnokaként szolgált, a pecsét felügyelőjének háza igazgatását vezette, emellett Ámon-Ré jószágainak számlálóírnoka volt, és „az örökös herceg levelezésének segédírnoka”. Jaroslav Černý felvetette, hogy utóbbi cím a leendő II. Ramszesz fáraóra utalhat, később azonban lehetségesnek tartotta azt is, hogy Hapu fia Amenhotepra. Egy osztrakonon jegyezték fel, hogy Ramoszét II. Ramszesz uralkodásának ötödik évében, ahet évszak harmadik havának 10. napján nevezték ki Szet Maat írnokává. Valószínűleg Paszer vezír javasolta erre a pozícióra, mert ő felelt a Dejr el-Medina-i kinevezésekért. Paszer és Ramosze ezután éveken át dolgoztak együtt, és ők állíttattak kultuszszentélyt az élő istennek Hathor szentélyében. Ramosze legalább a 38. uralkodási évig töltötte be pozícióját. Számos sírja és hátrahagyott emlékei alapján Ramosze gazdagabb volt mindenkinél, aki őelőtte élt Dejr el-Medinában.

## Fordítás
- Ez a szócikk részben vagy egészben  a   Ramose (TT7) című angol Wikipédia-szócikk ezen változatának fordításán alapul.  Az eredeti cikk szerkesztőit annak laptörténete sorolja fel. Ez a jelzés csupán a megfogalmazás eredetét és a szerzői jogokat jelzi, nem szolgál a cikkben szereplő információk forrásmegjelöléseként.